# Herb Głogowa Małopolskiego
Herb Głogowa Małopolskiego – jeden z symboli miasta Głogów Małopolski i gminy Głogów Małopolski w postaci herbu.

## Wygląd i symbolika
Herb przedstawia w polu błękitnym  złotą majuskułę „G” – inicjał nazwy miasta. 

## Historia
25 kwietnia 2019 r. herb został przyjęty przez Radę Miejską.
Wizerunek herbowy używany jest od dziewiętnastego stulecia.